# وادي هلال (المخادر)

تعديل مصدري - تعديل

وادي هلال محلة تابعة لقرية الرجاد، التابعة لعزلة السحول بمديرية المخادر إحدى مديريات محافظة إب في الجمهورية اليمنية، بلغ تعداد سكانها 249 حسب تعداد اليمن لعام 2004.